# Graham Johnson
Graham Johnson, född 10 juli 1950 i Bulawayo i Sydrhodesia är en rhodesisk pianist verksam i Storbritannien. Han är professor i ackompanjemang vid Guildhall School of Music och framför allt verksam som romansackompanjatör. 

## Biografi
Johnson studerade från 1967 vid Royal Academy of Music (RAM) i London för bland andra Harry Isaacs och John Streets. Han har själv pekat ut en konsert 1972 med Peter Pears och Benjamin Britten som det som fick honom att välja banan som ackompanjatör. Sedan han avslutat sina studier vid RAM studerade han vidare för Gerald Moore och Geoffrey Parsons.  
Graham Johnson var officiell pianist vid Peter Pears första master classes på Snape Maltings, vilket sammanförde honom med Benjamin Britten. År 1976 bildade han The Songmakers' Almanac, för att utforska förbisedda verk vokalverk med pianoackompanjemang, tillsammans med sångarna Felicity Lott, Ann Murray, Anthony Rolfe Johnson och Richard Jackson. The Songmakers' Almanac har gett över 200 konserter genom åren och har spelat in skivor på Hyperion Records.
Johnson har haft ett långt konstnärligt samarbete med Wigmore Hall som ackompanjatör vid konsertserier. Han arrangerade och ackompanjerade Wigmore Halls konsertserier vid återinvigningen 1992 och vid 100-årsjubileet 2001. Han har också varit medlem av juryn för Wigmore Halls sångtävling sedan den startade.
Graham Johnson är särskilt uppmärksammad för sina inspelningar av romanser, framför allt på Hyperion och för sina vetenskapliga programtexter till dessa inspelningar. Hans första inspelning på Hyperion var "Voices of the Night" (1980).  Det tveklöst största och mest omtalade projektet för Hyperion var en serie om 37 cd med Schuberts samtliga sånger. År 2005 återutgav man hela serien samt ett supplement med tre cd med sånger av tonsättare samtida med Schubert.  Innan han slutförde Schubertutgåvan ansvarade han för en liknande utgåva med Schumanns samtliga sånger och initierade dessutom en inspelning av Brahms sånger.
Johnson har också varit ackompanjatör vid inspelningar av franska sånger. Han har valt att aldrig spela in musik för solopiano.

## Utmärkelser
- 1994 Order of the British Empire
- 1998 The Royal Philharmonic Society’s Instrumentalist of the Year
- 2000 Utländsk ledamot av Kungliga Musikaliska Akademien
- 2002 Chevalier av Ordre des Arts et des Lettres
- 2010 Hedersmedlem i The Royal Philharmonic Society[9]